# Lorrainville (banda)
Lorrainville é um grupo holandês de pop rock formado por Anneke van Giersbergen (vocal), Casper Adrien (vocal), Erik Neimeijer (vocal), Bernard Gepken (guitarra), JP Hoekstra (guitarra), Reinier Scheffer (guitarra), Gertjan van der Weerd (teclado), Peter Slager (baixo) e Otto de Jong (bateria).

## Álbuns
- You May Never Know What Happiness Is (2011)
- Desire the Reckless (2014)